# Club Sportivo Miramar Misiones
Maillots
Le Club Sportivo Miramar Misiones est un club uruguayen de football basé à  Montevideo.

## Historique
- 1906 : fondation du club sous le nom de Misiones FC
- 1980 : fusion avec le Sportivo Miramar (fondé en 1915) en Club Sportivo Miramar Misiones

## Palmarès
- Championnat d'Uruguay de deuxième division (3)
  - Champion : 1942, 1953, 1986

## Anciens joueurs
- Juan Carlos Calvo
- William Castro
- Sebastián Fernández
- Pablo Granoche
- Dagoberto Moll
- Álvaro Pereira